# Sulbactam
Sulbactam ist ein synthetisches Penicillansäuresulfon, welches als Arzneistoff aus der Gruppe der β-Lactamase-Inhibitoren in Kombination mit β-Lactam-Antibiotika (etwa mit Ampicillin als Ampicillin/Sulbactam) genutzt wird.

## Klinische Angaben

### Anwendungsgebiete (Indikationen)
Sulbactam hat eine das Antibiotikum unterstützende Bedeutung und wirkt in klinisch relevanter Hinsicht selbst nicht bakterizid oder bakteriostatisch.
Einige Bakterien bilden das Enzym β-Lactamase, welches in der Lage ist den β-Lactam-Ring, den einige Antibiotika in ihrer chemischen Struktur enthalten (Penicillin, Cephalosporin, Carbapenem, Monobactam) zu spalten. Durch die Spaltung wird die chemische Struktur des Antibiotikums derart verändert, dass es unwirksam wird.

### Dosierung, Art und Dauer der Anwendung
Sulbactam wird vor dem Antibiotikum, das eine ähnliche Halbwertszeit wie Sulbactam besitzen sollte, parenteral verabreicht. Je nach Empfindlichkeit des Erregers wird die Zugabe von 0,5–1,0 g Sulbactam empfohlen. Die Tageshöchstdosis beträgt 4 g Sulbactam.

### Gegenanzeigen (Kontraindikationen)
Bei bekannter Überempfindlichkeit gegenüber β-Lactam-Antibiotika darf Sulbactam nicht verordnet werden. Bei Kindern unter einem Jahr ist die Wirkung des Arzneistoffs nicht vollständig geklärt, auf eine Anwendung sollte verzichtet werden.
Ohne die gleichzeitige Gabe eines β-Lactam-Antibiotikums ist die Anwendung von Sulbactam
nicht sinnvoll, da es selbst keine nennenswerte antibakterielle Eigenwirkung besitzt.
Im Tierversuch wurden keine Hinweise auf embryotoxische und teratogene Wirkungen festgestellt. Es liegen jedoch keine ausreichenden Erfahrungen über die Anwendung beim Menschen vor. Der Arzneistoff geht in die Muttermilch über, eine Schädigung des Säuglings ist bisher nicht bekannt geworden. Eine Behandlung während der Schwangerschaft und der Stillzeit darf nur nach strenger Indikationsstellung erfolgen.

### Wechselwirkungen mit anderen Medikamenten
Sulbactam und die folgenden Arzneimittel sind bei gleichzeitiger Anwendung inkompatibel – es kommt zur Ausfällung, Verfärbung und Trübung – deshalb sind sie getrennt zu applizieren:
Metronidazol; Procain 2 %; Aminoglykoside; parenteral anwendbare
Tetracyclin-Derivate wie Oxytetracyclin, Rolitetracyclin und Doxycyclin; ferner Natriumpentothal; Prednisolon;  Suxamethoniumchlorid und Noradrenalin.

### Besondere Patientengruppen (Diabetiker, Nierenkranke)
Dosierung bei schwerer Nierenfunktionsstörung
- Cr-Clearance: 15–30 ml/min; Tageshöchstdosis: 2 g
- Cr-Clearance: < 15 ml/min; Tageshöchstdosis: 1 g[3]

### Unerwünschte Wirkungen (Nebenwirkungen)
- Allergische Reaktionen wie beispielsweise Hautreaktionen, Eosinophilie, anaphylaktischer Schock
- Gastrointestinale Störungen
- Lokale Reaktionen
- Interstitielle Nephritis (selten)
- Anstieg der Leberwerte als Nebenwirkungen der kombinierten Antibiotika (selten)
- Nebenwirkung des kombinierten Antibiotikums beachten!

## Pharmakologische Eigenschaften

### Wirkungsmechanismus (Pharmakodynamik)
Sulbactam inhibiert die meisten Formen der von verschiedenen Bakterien gebildeten β-Lactamasen, jedoch nicht die  β-Lactamase „ampC Cephalosporinase“. Diese spezielle β-Lactamase wird  oft von Citrobacter, Enterobacter und Serratia gebildet. Sulbactam bindet sich irreversibel an das Enzym β-Lactamase und verhindert somit die erfolgreiche Funktion dieses Enzyms, es verhindert also die Inaktivierung des Antibiotikums, welches somit seine therapeutische Wirkung am Bakterium ausüben kann.

### Aufnahme und Verteilung im Körper (Pharmakokinetik)
Sulbactam wird kaum im Gastrointestinaltrakt resorbiert und somit im Allgemeinen parenteral in Form einer Kurzinfusion gegeben.
Bei einer Infusionsdauer von 15 min erreicht Sulbactam sofort nach Beendigung der Infusion sein Serumkonzentrationsmaximum.
Auch die intramuskuläre Injektion verzeichnet eine fast vollständige und zuverlässige Resorption, mit einer Bioverfügbarkeit von 99 % etwa 30–60 Minuten post injectionem.
Sulbactam verteilt sich gut im Gewebe und in den Körperflüssigkeiten (auch in Hautblasen).
Allerdings ist die Verteilung in den Liquor beschränkt, jedoch gesteigert bei dortiger Entzündung.
Die Plasmaproteinbindung von Sulbactam beträgt 38 %, es weist somit die größte Affinität unter den β-Lactamase-Inhibitoren zu Serumproteinen auf. Es hat eine ungefähre Plasmahalbwertszeit von 1 Stunde.
Hauptsächlich wird Sulbactam via glomeruläre Filtration und tubuläre Sekretion eliminiert.
Eine Metabolisierung ist nicht bekannt.
Die Elimination findet somit hauptsächlich renal statt (zu 80 % unverändert ausgeschiedener Stoff) und kann deshalb durch die Gabe von Probenecid vermindert werden.

## Herstellung
Eine mehrstufige Synthese für Sulbactam ist in der Literatur beschrieben.

## Handelsnamen
Monopräparate
Combactam (D, A), sowie ein Generikum (D)
Kombinationspräparate
Ampicillin/Sulbactam (D, A), Ampicillin comp (D), Unacid (D), Unasyn (A)